# Kindsdeel
Kindsdeel is een begrip dat de Nederlandse notaris gebruikt voor een in het recht niet bestaand erfenisdeel. Het gaat om de situatie dat een overledene een partner uit huwelijk of registratie nalaat en een of meer eigen kinderen, en er geen testament is gemaakt. Dan bepaalt de wet erfrecht, Boek 4 van het Burgerlijk Wetboek, dat de hele erfenis (nalatenschap) naar de langstlevende partner gaat, inclusief schulden. De kinderen van de overledene worden in de wet wel erfgenaam genoemd maar worden uitgesloten van het recht een deel van de erfenis bij overlijden te verkrijgen, de hoofdregel uit het erfrecht, saisineregel genoemd. Ze worden daarom juridisch geen mede-eigenaar (deelgenoot) van de erfgemeenschap, zoals gebruikelijk wanneer er meerdere erfgenamen zijn; ze ontvangen geen enkel deel van de erfenis of iets anders dat men feitelijk of juridisch als kindsdeel zou kunnen aanduiden. Het gaat dus om verwarrend en misleidend woordgebruik. In dit artikel wordt beschreven wat met het kindsdeel wordt bedoeld.
De kinderen van overledene krijgen een vordering op de langstlevende ter hoogte van de waarde van hun theoretisch erfdeel, uit te betalen in een geldbedrag. Deze vordering geeft echter niet, zoals gebruikelijk bij voorderingen uit het vermogensrecht, het recht het hele bedrag op te eisen en daarvoor zo nodig naar de rechter te gaan. Er kan namelijk pas worden ingevorderd bij overlijden, faillissement of schuldsanering van de langstlevende partner en dan bestaat alleen recht op uitbetaling voor zover er nog iets over is van de nalatenschap, tot maximaal de hoogte van het theoretische erfdeel, plus rente. Want de langstlevende mag volledig interen op het verkregen nalatenschapsvermogen.
De regeling staat in artikel 13 e.v. van Boek 4 Burgerlijk Wetboek en wordt ook wettelijke verdeling genoemd, maar er wordt, zoals hiervoor uitgelegd, dus niets verdeeld. Het is mogelijk hier bij testament van af te wijken, zijn bij testament langstlevende partner en één of meer kinderen als erfgenaam benoemd, moet er wel verdeeld worden. De verdeling kan namelijk bij testament niet rechtsgeldig in handen van één persoon worden gelegd omdat het erfrecht geen uiterste wilsbeschikking kent (zie: Afwikkelingsbewind).

## Juridische inhoud
Het recht dat de kinderen van overledene op grond van artikel 4:13 BW uit het erfrecht krijgen, wordt in de notariële praktijk kindsdeel genoemd. Hoewel dat woord juridisch klinkt, bestaat het niet in het Nederlands recht en heeft het geen juridische betekenis, functie of werking. Het woord wekt de indruk dat het om het erfdeel van een kind gaat, maar de kinderen verkrijgen in deze situatie juist geen deel van de erfenis in eigendom. Ze krijgen een vordering op de persoon die de erfenis krijgt. In juridische zin gaat het daarbij ook niet werkelijk om een vordering zoals die bekend is uit het vermogensrecht omdat de persoon die de erfenis krijgt geen verplichting heeft enig bedrag te voldoen, deze is dus geen debiteur. Integendeel, de langstlevende mag dat wat uit erfrecht is verkregen helemaal opmaken, inclusief de zogenaamde kindsdelen, voor zover dat nodig is om in het eigen onderhoud te voorzien. De kinderen moeten in feite dus afwachten wat er van over is op het moment dat ze enig bedrag kunnen opeisen. Er gelden wel enkele algemene  verplichtingen. De langstlevende mag goederen uit de nalatenschap verkopen, maar hier hebben de kinderen enkele rechten om te voorkomen dat goederen waar aan ze emotionele waarde hechten worden verkocht of door een nieuw huwelijk deel gaan uitmaken van een goederengemeenschap. Dit heten de wilsrechten van de kinderen (zie hierna).

### Het begrip kind
Om te bepalen welke personen recht hebben op het zogenaamde kindsdeel moet gekeken worden naar de familierechtelijke status van de personen die in het spraakgebruik als kind van de overledene worden aangeduid. Dat zijn de kinderen geboren tijdens het staande huwelijk of geregistreerd partnerschap, uit voorgaand(e) huwelijk(en) van overledenen en personen die door overledene als kind zijn geadopteerd of erkend. Heeft de langstlevende een kind of kinderen buiten deze kring van "officiële" familierechtelijke kinderen, in het spraakgebruik onder meer onecht kind, buitenechtelijk kind, stiefkind of bonuskind van de overledene genoemd, vallen deze buiten de regeling van de wettelijke verdeling.
Is een kind bij het sterven van een ouder vóóroverleden, gaat de vordering op de langstlevende aan de kinderen van het overleden kind.

### Bepalen hoogte kindsdeel
Bij overlijden van de partner, gaat diens vermogen op grond van artikel 4:13 BW over op de langstlevende partner. Was men gehuwd in gemeenschap van goederen, was de overledene daar voor de helft eigenaar van, de langstlevende voor de andere helft. Bij overlijden van de één, verkrijgt de langstlevende diens helft en wordt zo enig eigenaar van het geheel. Om de hoogte van de vordering van de kinderen van overledene op de persoon die de erfenis krijgt vast te stellen, moet zo snel mogelijk na overlijden een boedelbeschrijving van de nalatenschap van overledene worden gemaakt. Dat is een verplichting van de langstlevende. Er moet een gedetailleerd overzicht worden gemaakt van alle goederen, rechten en schulden die tot de nalatenschap behoren, met bepaling van de waarde op de dag van overlijden. De totale waarde die zo van het geërfde vermogen wordt vastgesteld, moet gedeeld door het aantal erfgenamen (langstlevende en kinderen van de overledene) om de hoogte van de geldvordering van de kinderen vast te stellen. De vordering is in geld, niet (ook) in goederen of een aandeel daarin. De langstlevende mag interen op het vermogen dat is verkregen, goederen verkopen, maar er gelden wel enkele verplichtingen tegenover de kinderen die een erfrechtelijke vordering hebben. De kinderen hebben het recht in bepaalde situaties te voorkomen, dat goederen waaraan ze emotionele waarde hechten worden verkocht of deel gaan uitmaken van een nieuwe goederengemeenschap omdat de langstlevende opnieuw trouwt of een geregistreerd partnerschap aangaat. Dit heet het wilsrecht.
Voor kinderen die deze vordering vóór 2018 hebben ontvangen en toen onder algehele gemeenschap van goederen waren getrouwd, valt de vordering in de gemeenschap van goederen. Bij scheiding heeft elk van de partners recht op de helft. Door de wijziging in het huwelijksvermogensrecht in 2018 is sindsdien de regel dat verkrijgingen op grond van het erfrecht niet meer in de huwelijksgemeenschap vallen, de vordering valt volgens de wettelijke hoofdregel in het eigen vermogen.

### Erfbelasting
Erfbelasting moet door de langstlevende worden voldaan over de hele nalatenschap, de vorderingen van de kinderen worden gezien als behorend tot de nalatenschap, daarover moet ook door de langstlevende belasting worden betaald. Betaalde belasting wordt toegerekend aan de respectievelijke vorderingen (wordt er dus vanaf getrokken).

### Verschil met legitieme portie
Het kindsdeel moet worden onderscheiden van de legitieme portie, het deel van de erfenis waarop een kind altijd recht heeft als er een testament is gemaakt en het betreffende kind is onterfd. Met de regeling van art. 4:13 e.v. BW zijn de kinderen feitelijk onterfd maar kunnen geen aanspraak maken op de legitieme portie.

## Wilsrecht
Bij de wettelijke verdeling hebben kinderen het recht iets te doen als de langstlevende ouder wil hertrouwen en goederen van de nalatenschap dan dus mede-eigendom van de nieuwe echtgenote zouden kunnen worden, of als een nieuwe partner de nalatenschap krijgt na overlijden van de langstlevende. Dit recht heet het wilsrecht en kan ook worden ingezet als de geldvordering nog niet opeisbaar is. De wet noemt vier verschillende situaties waarin een beroep kan worden gedaan op het wilsrecht. Het is behoorlijk ingewikkeld, wat er mee te maken heeft dat het wilsrecht kan worden uitgeoefend na overlijden van de eerste ouder over diens nalatenschap ten opzichte van de langstlevende, maar ook bij overlijden van de tweede ouder over dat deel van de nalatenschap als deze is hertrouwd.
- als de langstlevende wil hertrouwen, kan het kind de langstlevende vragen goederen uit de nalatenschap over te dragen in waarde gelijk aan de hoogte van de niet opeisbare geldvordering. De langstlevende is dan verplicht de goederen over te dragen. Indien gewenst, mag de langstlevende het vruchtgebruik houden en alleen de bloot eigendom overdragen. Na overlijden van de langstlevende voegt het vruchtgebruik bij de bloot eigendom.
- na hertrouwen van de langstlevende kan een kind na overlijden van de langstlevende, zijn of haar erfgenamen verzoeken goederen met een waarde ter hoogte van de geldvordering over te dragen. Of de geldvordering kan worden opgeëist, naar keus van het kind. In beide gevallen voor dat wat er over is.
- als de langstlevende is hertrouwd en daarna overlijdt, heeft deze ook een eigen nalatenschap. Als de wettelijke verdeling van toepassing is, krijgt de nieuwe partner die nalatenschap en het kind krijgt op deze nieuwe partner een niet opeisbare vordering ter grootte van het theoretische erfdeel. Ook in deze nalatenschap is de nieuwe partner verplicht om op verzoek van het kind goederen over te dragen ter waarde van de niet opeisbare geldvordering. Zijn er minder goederen over, dan alleen wat er over is. Dit kan bij leven worden verzocht. De nieuwe partner mag, indien gewenst het vruchtgebruik behouden en alleen de eigendom van de goederen overdragen. Bij overlijden valt het vruchtgebruik samen met de eigendom en is het kind volledig eigenaar.
- als de tweede partner overlijdt, kan het kind bij de erfgenamen van de tweede partner de geldvordering opeisen, of goederen ter hoogte van de geldvordering opeisen, voor zover er nog iets over is.

## Ongedaanmaking
De langstlevende kan de erfenis zuiver aanvaarden, onder voorrecht van boedelbeschrijving of verwerpen. Een andere mogelijkheid is de wettelijke toedeling aan de langstlevende binnen drie maanden na overlijden ongedaan te maken door de notaris een akte te laten opmaken met de verklaring daartoe. Dat kan alleen de langstlevende.
De ongedaanmaking brengt mee dat de nalatenschap alsnog van rechtswege op alle erfgenamen overgaat, de langstlevende en de kinderen, iedereen is nu voor een gelijk deel deelgenoot in de erfgemeenschap. Zij moeten bij aanvaarding de erfenis inclusief schulden samen afwikkelen en verdelen, bij beneficiaire aanvaarding vereffenen. Beslissingen over handelingen in het beheer, afwikkeling, verdeelklaar maken en verdelen van de erfenis die buiten het klein dagelijks onderhoud vallen of spoedeisend zijn, kunnen alleen door alle erfgenamen gezamenlijk, in unanimiteit worden genomen, dus langstlevende ouder en kinderen van overledene.